# Una mirada imborrable
Una mirada imborrable es una telenovela colombiana realizada por "FGA Televisión" que después cambio el nombre por RTI producciones para la Televisora Nacional en 1964 de corta duración. Se emitió los martes, jueves y sábados a las 9 de la noche. Con un total de 13 episodios, fue escrita y dirigida por Luís Eduardo Gutiérrez y producida por Hernán Villa.

## Sinopsis
La telenovela cuenta la historia de una joven que está enamorada de un payaso al que nunca se le veía el rostro y por ser de mundos opuestos están condenados a estar separados.

## Reparto
Únicamente contó con las participaciones protagónicas de María Eugenia Dávila y Ramiro Corzo. También tuvo la participación del actor Waldo Urrego.